# Norbert Burger (Politiker, 1932)

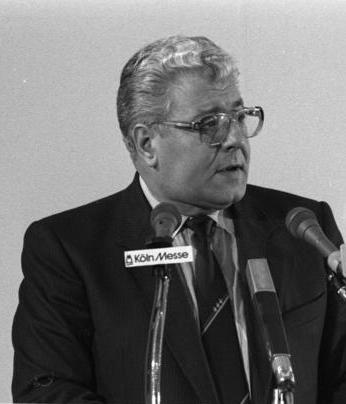
Norbert Burger (1983)

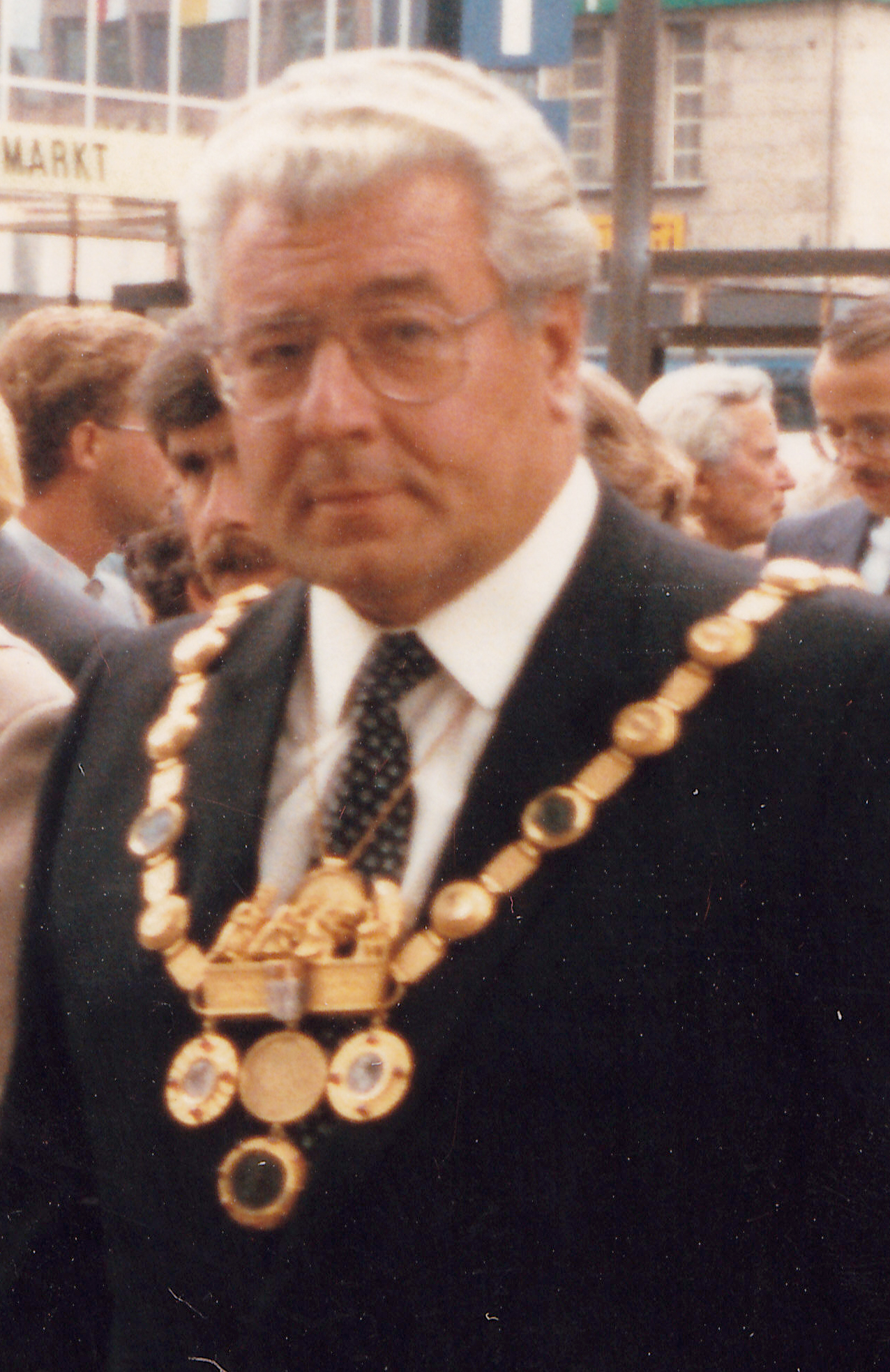
Norbert Burger (1987)

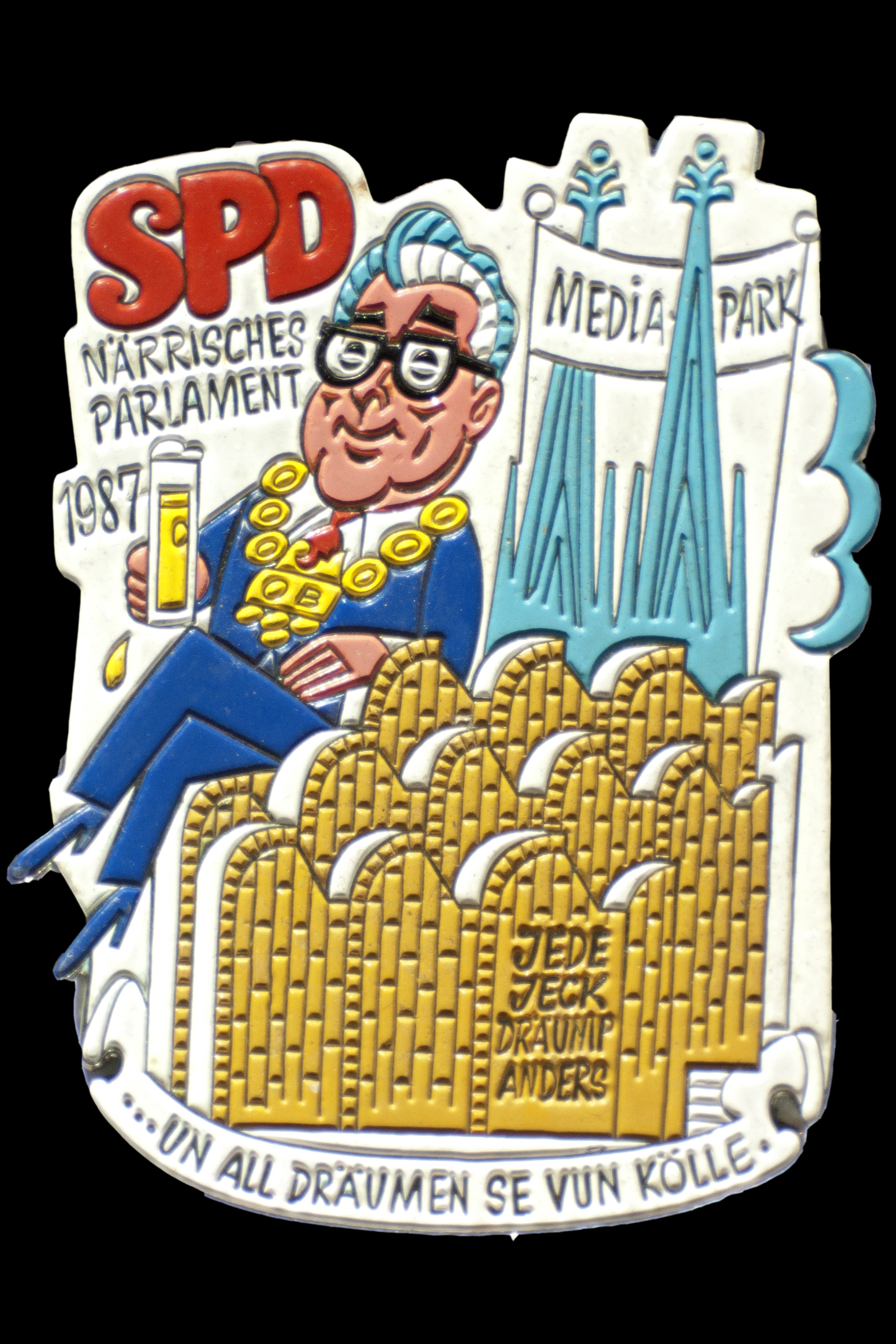
Karnevalsorden mit Darstellung von Norbert Burger (1987)

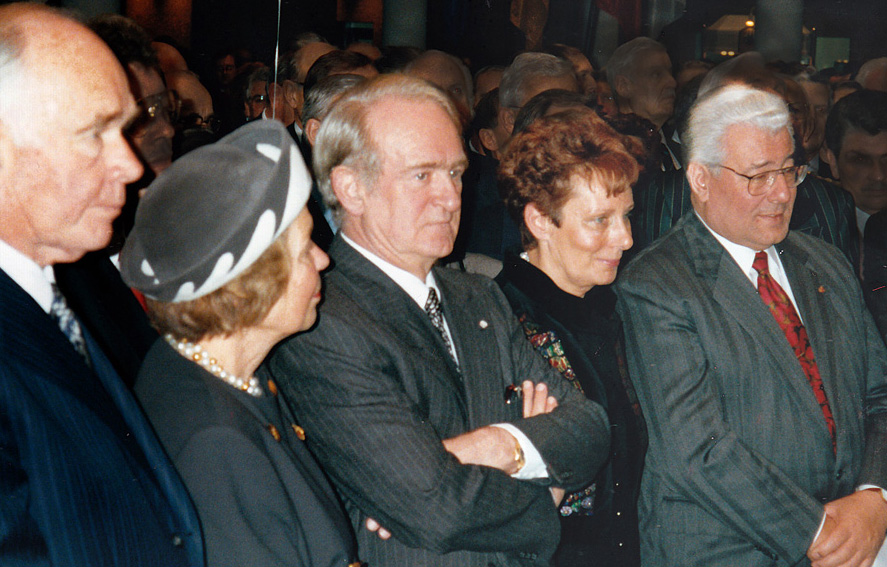
OB Norbert Burger und Frau Annemarie Burger mit NRW Ministerpräsident Johannes Rau und den Kunstmätzenen Irene Ludwig und Peter Ludwig (von rechts nach links)

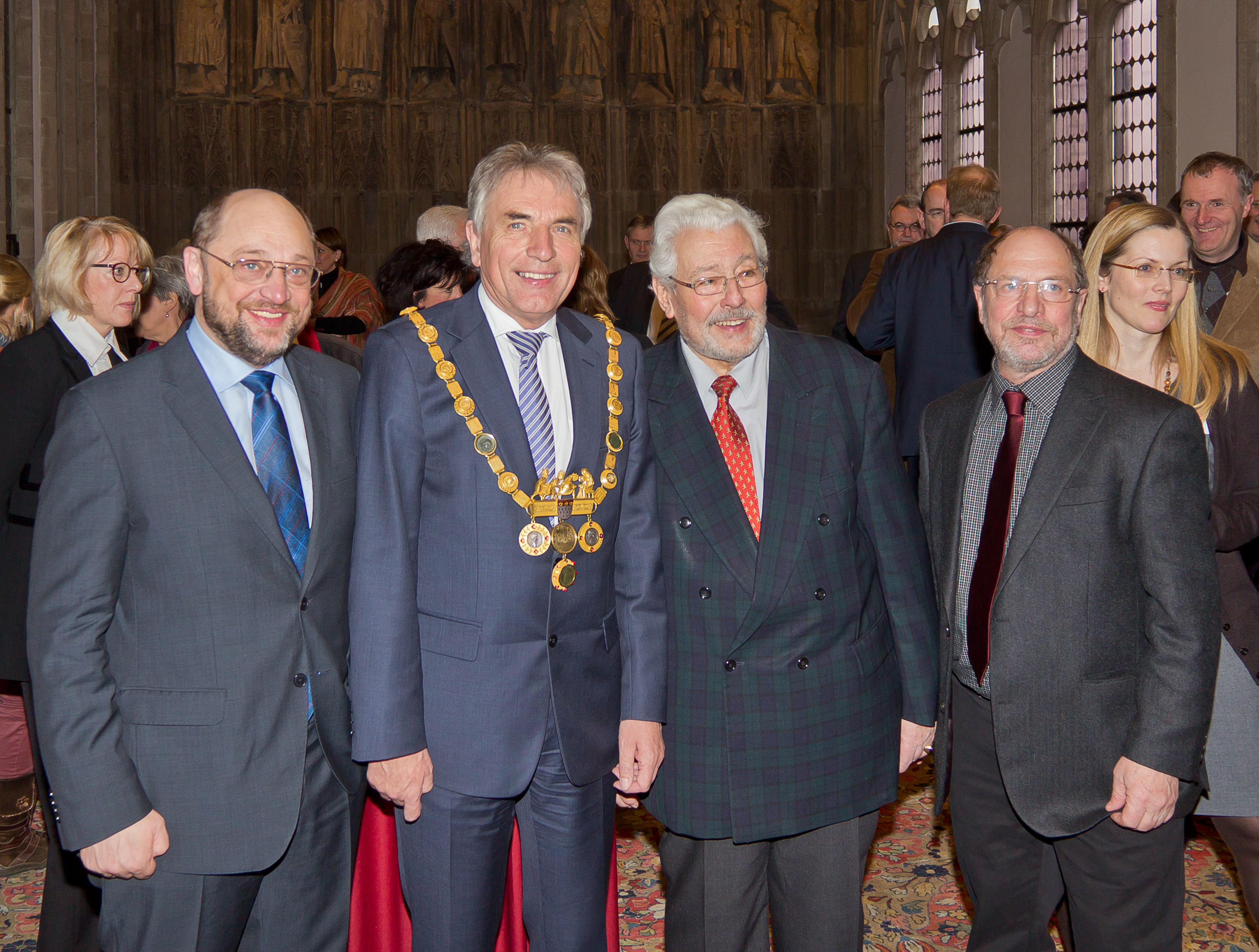
Norbert Burger (3. von links) im Februar 2012 zusammen mit Martin Schulz, Jürgen Roters und Walter Schulz
Empfang des Präsidenten des Europäischen Parlamentes Martin Schulz durch den Kölner Oberbürgermeister Jürgen Roters im Hansasaal des Kölner Rathauses.

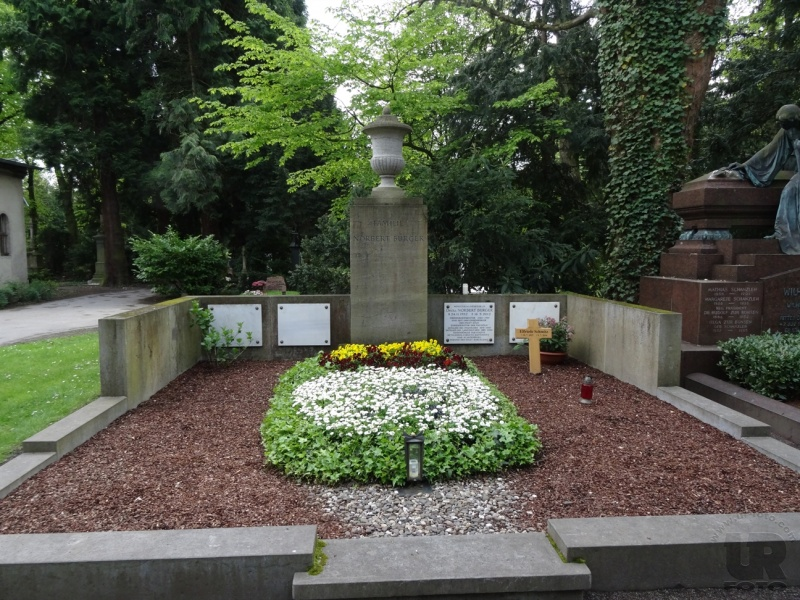
Grabstätte von Norbert Burger, Kölner Melaten-Friedhof, Grabnummer = HWG, Nr. 402

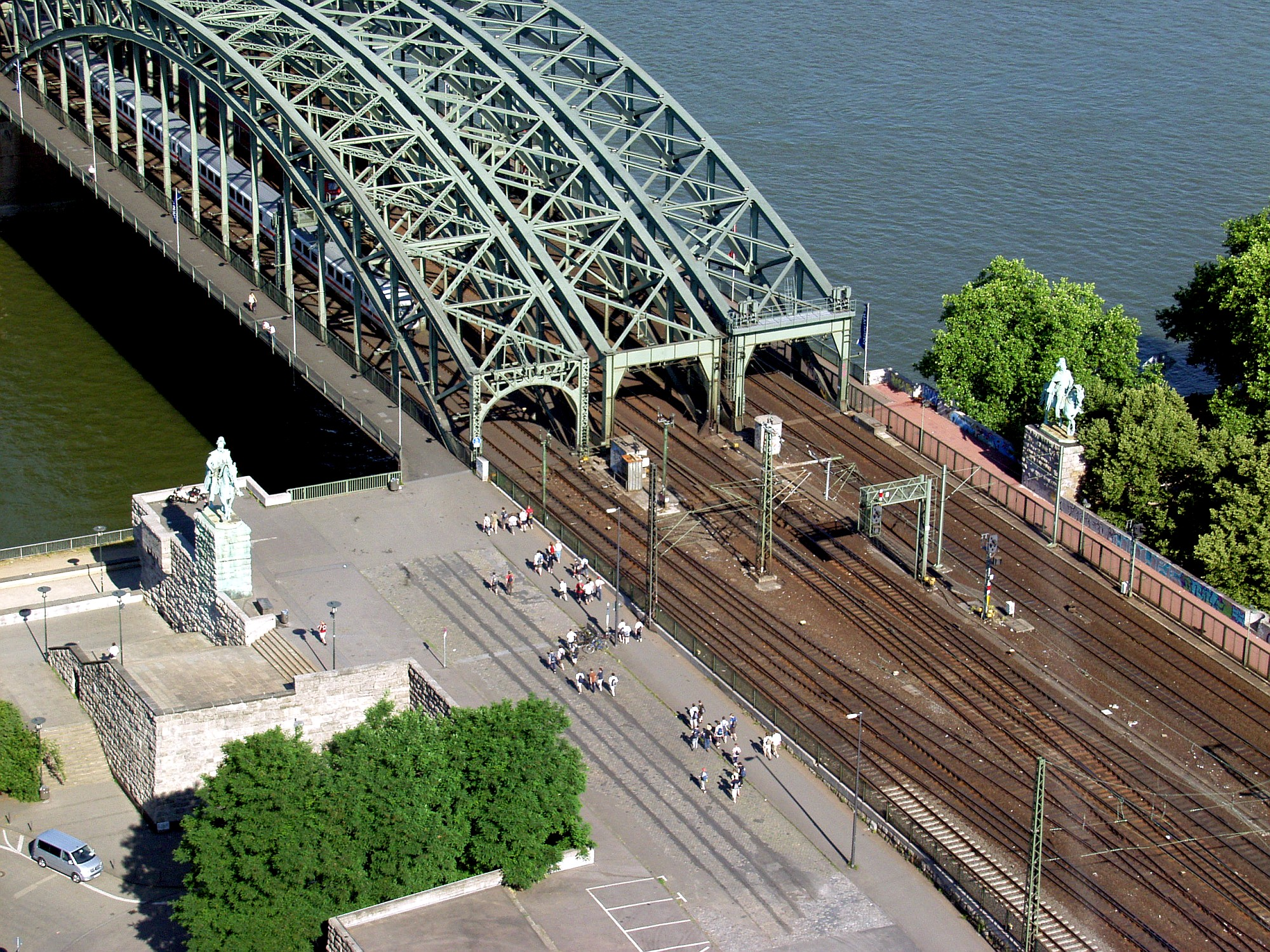
„Norbert-Burger-Platz“

Norbert Burger (* 24. November 1932 in Köln; † 16. Mai 2012 ebenda) war ein deutscher Politiker (SPD) und von 1980 bis 1999 Oberbürgermeister der Stadt Köln.

## Leben
Norbert Burger wuchs in Köln-Ehrenfeld auf. Sein Vater war als Inhaber eines kleinen Baugeschäfts nicht sozialversichert gewesen, wurde im Jahr 1937 durch drei Schlaganfälle zu einem Pflegefall und war in der Folge auf die Versorgung im Pflegeheim der Kölner Riehler Heimstätten angewiesen. Norbert und seine fünf Jahre ältere Schwester durchzubringen, oblag nun allein der Mutter, die als Hausfrau keine ordentliche Schul- und Berufsausbildung vorweisen konnte, dann aber später eine Anstellung im Fürsorgeamt der Stadt Köln fand. Unter Entbehrungen ermöglichte sie ihrem begabten Sohn in den schwierigen Nachkriegsjahren eine für den Stand der Familie damals nicht selbstverständliche Schulausbildung: Im Jahr 1953 legte Burger am Hansagymnasium Köln das Abitur ab und nahm das Studium der Rechtswissenschaften an der Universität Köln auf.
Nach dem zweiten Staatsexamen arbeitete er als Repetitor. Im Jahr 1963 trat er in den Dienst der Stadt Köln und war zunächst im Rechtsamt tätig. Bereits 1965 wurde er Leiter des Schulverwaltungsamtes und konnte wichtige Entwicklungen und Neuerungen auf den Weg bringen. Nach dem SPD-Motto „Schickt eure Kinder länger auf bessere Schulen“ und mit Elternvotum wurden viele Konfessionsschulen in städtische Gemeinschaftsschulen umgewandelt. Im Jahr 1967 wurde in Köln die Volksschulen (erstes bis achtes Schuljahr) geteilt in Grund- und Hauptschule. Während seiner Amtszeit wurden dann auch sechs städtische Gymnasien und vier Gesamtschulen gegründet und der Aufbau eines differenzierten Sonderschulwesens vorangetrieben.
Im Jahr 1970 wurde er Sozialdezernent und verdreifachte während seiner Amtszeit die Anzahl der städtischen Kindergärten und strukturierte die Alten- und Pflegeheime neu. Bei den ersten Hausbesetzungen durch Jugendliche und im Konflikt mit dem SSK in Köln bewies er diplomatisches Geschick und konnte die Hausbesetzungen ohne Gewalt beenden. Durch soziale Wohnungsbauprogramme und den Umbau der Sozialhäuser wurden in Köln während seiner Amtszeit die Zahl der Obdachlosen von 12.000 auf 5.000 verringert. Burger rief auch die ersten Informations- und Beratungsstellen für Menschen mit ausländischen Wurzeln ins Leben.
Obwohl im Jahr 1970 für 13 Jahre als Sozialdezernent gewählt wechselte er 1973 als stellvertretender Amtsleiter von Rüdiger Freiherr von Wechmar (FDP) in das Presse- und Informationsamt der Bundesregierung unter dem im Dezember 1972 zum Bundeskanzler wiedergewählten Willy Brandt.
Ein Jahr später löste der neue Bundeskanzler Helmut Schmidt von Wechmar mit Klaus Bölling (SPD) ab, und so musste aus parteipolitischen Proporzgründen auch Norbert Burger gehen. Er wechselte daraufhin ins Entwicklungshilfeministerium und war dort als Ministerialdirektor Leiter der Abteilung „Sektorale Entwicklungspolitik“.
Norbert Burger engagierte sich von 1971 an im Arbeiter-Samariter-Bund (ASB), zunächst als Vorsitzender des Ortsverbandes Köln. Von 1993 bis zu seinem Tod war er Mitglied im ASB-Präsidium. „Mit seinem sozialen Engagement über seine Pflichten als Politiker hinaus war und ist er ein Vorbild“, konstatierte ihm der ASB-Bundesgeschäftsführer Christian Reuter. Ihm zu Ehren wurde ein Senioren-Zentrum des ASB in Köln-Mülheim „Norbert-Burger-Seniorenzentrum“ benannt.

### Politischer Werdegang
Norbert Burger stand zunächst der Partei von Gustav Heinemann, der Gesamtdeutschen Volkspartei, nahe. Nach deren Auflösung im Jahr 1957 trat er, wie Heinemann und Johannes Rau, der SPD bei. Im Jahre 1975 wurde Norbert Burger Ratsherr in Köln, Mitglied des SPD-Fraktionsvorstandes und Vorsitzender des Sozialausschusses. In dieser Zeit strengte Burger mehrere Parteiausschlussverfahren gegen linksradikale Juso-Mitglieder an. Nachdem Hans Josef Michels, Kandidat des linken SPD Flügels, 1980 vor dem zweiten Wahlgang seine Kandidatur zurückgezogen hatte, konnte Burger sich gegen den vom Kölner SPD Fraktions- und Parteivorsitzenden Günter Herterich gesetzten Kandidaten Heinz Lüttgen durchsetzen und wurde zum ersten Mal durch den Rat der Stadt Köln zum Oberbürgermeister gewählt. Neunzehn Jahre lang war er durch drei Wiederwahlen in der Folge bis 1999 Oberbürgermeister der Stadt Köln.
In seiner Amtszeit setzte er bedeutende Projekte für Köln auf die Schiene wie etwa den Museumskomplex am Dom mit Philharmonie und den Rheinufertunnel. Außerdem erlangte das Kulturangebot der Stadt unter seiner Leitung wieder internationalen Rang, Kriegsschäden verschwanden und 1985 wurde die Wiederherstellung aller zwölf romanischen Kirchen in der Innenstadt gefeiert. Wirtschaftspolitisch nahm Burger einen neuen Schwerpunkt ins Visier: die Medienwirtschaft.
Während seiner Amtszeit konnte er die Zahl der Städtepartnerschaften von zwölf auf dreiundzwanzig erhöhen und so die internationalen Beziehungen Kölns stärken. Darunter 1984 mit Barcelona, 1987 mit Peking, 1988 mit Corinto/El Realejo in Nicaragua und 1996 mit Bethlehem. Köln war die erste deutsche Stadt, die eine Partnerschaft mit einer palästinensischen Stadt als aktiven Beitrag zur Förderung des Friedensprozesses im Nahen Osten aufnahm. Große Verdienste konnte er sich so und anders in der internationalen Zusammenarbeit der Kommunen erwerben.
Er galt als ein Mann des Ausgleichs und des Dialoges. Das Kölner Stadtbild beschrieb er einmal als eine „Summe von Ausnahmegenehmigungen“. Niemand wird so häufig zitiert, wenn es darum geht, einen urkölschen Begriff zu umschreiben: Klüngel, so formulierte es Burger, sei „das Ausräumen von Schwierigkeiten im Vorfeld von Entscheidungen“. „Mit Norbert Burger verliert Köln eine ihrer herausragenden Führungspersönlichkeiten, ohne die unsere Stadt nicht das geworden wäre, was sie heute ausmacht. Bei all seinen Initiativen und Entscheidungen behielt er immer den Menschen im Blick“, beschrieb der spätere Oberbürgermeister Jürgen Roters die Verdienste Burgers für die Stadt. Die Kölner machten ihn in über 150 Kölner Vereinen zum Ehrenmitglied. Über 115 Kölner Vereinen blieb er bis zu seinem Tode verbunden.
Burger war aufgrund einer Änderung der nordrhein-westfälischen Kommunalverfassung im Jahr 1994 der letzte ehrenamtliche Oberbürgermeister, der vom Rat der Stadt Köln aus seiner Mitte und nicht von den wahlberechtigten Bürgern selbst gewählt wurde, sowie der letzte Oberbürgermeister, der nicht zugleich als Verwaltungschef die Funktionen des Oberstadtdirektors auf sich vereinigte. Burger selber hatte diese Änderungen an der Kommunalverfassung vorangetrieben und gleichzeitig eine erneute Kandidatur wegen seines bereits hohen Alters ausgeschlossen.
Nachdem der amtierende Oberstadtdirektor und sicher geglaubte Nachfolger Klaus Heugel (SPD) sich durch Insidergeschäfte mit Aktien strafbar gemacht hatte und so bei seiner OB-Kandidatur 1999 chancenlos blieb, wurde Harry Blum (CDU) Burgers Nachfolger. Die SPD verlor bei der gleichzeitig abgehaltenen Kommunalwahl mehr als 12 % der Stimmen (siehe: Ergebnisse der Kommunalwahlen in Köln). Von diesem Vertrauensverlust konnte sich die Partei auch in den darauffolgenden Jahren nur schwer erholen. Mit dem Ende der Amtszeit von Norbert Burger ging so auch eine 43 Jahre lange erfolgreiche Ära der SPD in Köln zu Ende.
Auch nach seiner Amtszeit blieb Norbert Burger ehrenamtlich in Vielem tätig. „Im Kopf werde ich nie aufhören, ein Homo politicus zu sein“, sagte Burger dazu. Im Besonderen interessierten ihn zuletzt zwei Themen: das Zusammenwachsen Europas und das Erscheinungsbild seiner Vaterstadt. Er gehörte zu den Gründern einer Initiative, die gegen architektonischen Wildwuchs zum Schaden des historischen Kölns kämpfte und schließlich zum „Höhenkonzept“ der Stadt Köln führte. Innerhalb der Ringe, innerhalb der mittelalterlichen Stadt Köln, sollen demnach keine neuen Gebäude höher als mit einer Firsthöhe von 22,50 m neu gebaut werden dürfen.

### Abgeordneter
- Von 1969 bis 1973 Vorsitzender des SPD-Ortsvereins Köln-Sülz/Klettenberg.
- Von 1968 bis 1987 Mitglied des SPD-Unterbezirksvorstandes Köln.
- von 1985 bis 1987 SPD-Mitglied des Bezirksvorstandes Mittelrhein.
- Ab 1958 wiederholt Delegierter zum SPD-Unterbezirks-Parteitag und zu Bezirks-, Landes- und Bundesparteitagen.
- 1975 bis 1999 Mitglied im Rat der Stadt Köln und Mitglied des Fraktionsvorstandes der SPD-Fraktion.
- von 1975 bis 1980 Vorsitzender des Sozialausschusses.
- Vom 30. Mai 1985 bis zum 1. Juni 2000 war Burger Mitglied des Landtags des Landes Nordrhein-Westfalen. Er wurde jeweils im Wahlkreis 020 Köln VIII direkt gewählt.
- Von 1993 bis 1995 Präsident des Deutschen Städtetages, dann Vizepräsident.
- von 1995 bis 1997 führte er als Präsident die internationale Spitzenorganisation der Kommunen „International Union of Local Authorities“ (IULA)[28]

### Privat
Nach seinem Ausscheiden als Oberbürgermeister geriet Burger in den Sumpf einer Parteispendenaffäre. Im Jahr 2002 wurde sein Haus von der Staatsanwaltschaft durchsucht. Er hatte eine fingierte Spendenquittung über 5.000 Mark beim Finanzamt geltend gemacht, beteuerte jedoch, von dem Beleg nichts gewusst zu haben, weil seine Sekretärin sich um die Sammlung der Unterlagen für das Finanzamt gekümmert habe. Vier Jahre später wurde das Verfahren gegen ihn und weitere SPD-Mitglieder gegen Geldauflagen zwischen 7.000 und 30.000 Euro eingestellt.
Norbert Burger war in den Jahren 1963 bis 2007 mit seiner Frau Annemarie verheiratet, mit der er zusammen drei Kinder hatte. Nach dem Tod seiner Frau Annemarie heiratete er 2007 seine neue Frau Claudia, mit der er bereits seit Ende der 1990er Jahre ein engeres Verhältnis unterhielt.
Burger wurde am 25. Mai 2012 auf dem Kölner Zentralfriedhof Melaten beigesetzt. Grabnummer = HWG, Nr. 402.

### Norbert-Burger-Platz
Am 27. Juni 2019 beschloss die Bezirksvertretung Köln-Innenstadt, eine Fläche an der südlichen rechtsrheinischen Rampe der Hohenzollernbrücke nach Norbert Burger zu benennen. Der Platz wurde am 15. Mai 2023 durch Oberbürgermeisterin Henriette Reker offiziell eingeweiht.

## Sonstiges
- Burger war u. a. Erster Vorsitzender des Vereins zur Förderung der Städtepartnerschaft Köln-Bethlehem e. V. und Vorstandsmitglied der Kölner Gesellschaft für christlich-jüdische Zusammenarbeit
- Burger war Vorsitzender des Stiftungsrats der AWO Rheinland Stiftung.
- Ab 1970 Mitglied der Gewerkschaft ÖTV,
- Ehrenvorsitzender des ASB-Ortsverbandes Köln und Mitglied des ASB-Bundespräsidiums.
- Initiator der regionalen Kooperation im Verein Regio Köln Bonn und Nachbarn e. V.[34]

## Auszeichnungen

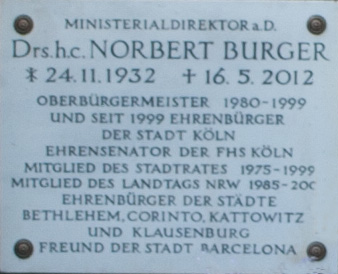
Grabplatte von Norbert Burger

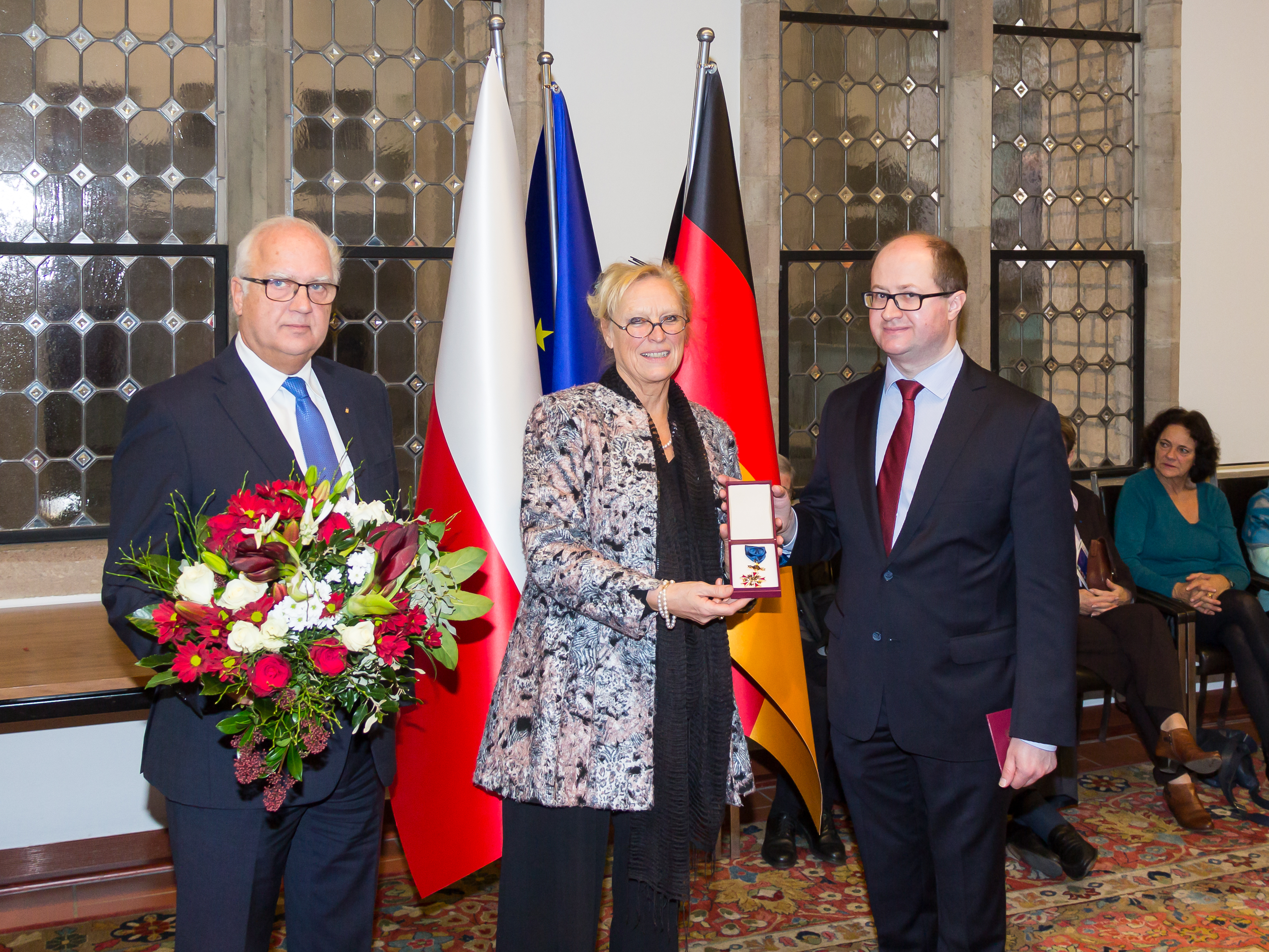
Posthume Verleihung des Offizierskreuz des Verdienstordens der Republik Polen an Norbert Burger, entgegengenommen von seiner Witwe, 2015

- 1983: Verdienstkreuz 1. Klasse der Bundesrepublik Deutschland
- 1988: Großes Verdienstkreuz der Bundesrepublik Deutschland
- 1994: Goldenes Lot des Verbandes Deutscher Vermessungsingenieure
- 1996: Großes Verdienstkreuz mit Stern der Bundesrepublik Deutschland
- 1996: Kommandeurkreuz im Leopoldsorden des Belgischen Königs
- 1997: Ehrenbürger der Stadt Kattowitz,[35] Burger war Initiator der Städtepartnerschaft zwischen Köln und Kattowitz
- Ehrenbürger der Stadt Bethlehem, Burger war Initiator der Städtepartnerschaft zwischen Köln und Bethlehem[36]
- Ehrenbürger der Stadt Corinto, Burger war Initiator der Städtepartnerschaft zwischen Köln und Corinto[37]
- Ehrenbürger der Stadt Klausenburg, Burger war Initiator der Städtepartnerschaft zwischen Köln und Klausenburg[38]
- Burger wurde der Titel „Freund der Stadt Barcelona“ verliehen, Burger war Initiator der Städtepartnerschaft zwischen Köln und Barcelona[39]
- 1998: Ehrendoktor der Rechtswissenschaftlichen Fakultät der Universität zu Köln,[40] Burger war von Amts wegen Vorsitzender des Kuratoriums der Universität
- 1999: Ehrenbürger der Stadt Köln
- 2009: Verleihung des Ehrenrings des Landschaftsverbandes Rheinland[41]
- 2015: posthum: Offizierskreuz des Verdienstordens der Republik Polen[42]